# NGC 3256
NGC 3256 is een spiraalvormig sterrenstelsel in het sterrenbeeld Zeilen. Het hemelobject werd op 15 maart 1836 ontdekt door de Britse astronoom John Herschel. Het hemelobject ligt in de buurt van NGC 3256A, NGC 3256B en NGC 3256C.

## Synoniemen
- ESO 263-38
- MCG -7-22-10
- VV 65
- AM 1025-433
- IRAS10257-4338
- PGC 30785